# 1948 في النرويج
فيما يلي قوائم الأحداث التي وقعت خلال عام 1948 في النرويج.

## سياسة

### تعيين في المنصب
- 23 يونيو – إيجل إريكسن عضو برلمان النرويج  [لغات أخرى]‏.

### انتهاء فترة المنصب
- 23 يونيو – إيجل إريكسن عضو برلمان النرويج  [لغات أخرى]‏.

## رياضة
- 1 يناير – كأس النرويج 1948 الفائز Sarpsborg FK [الإنجليزية]‏.

## مواليد

### يناير
- 7 يناير – بيرغر يانسن لاعب هوكي جليد نرويجي.

### أبريل
- 6 أبريل – فيليب أوجراد مصوّر سينمائي نرويجي.
- 11 أبريل – يورن أكسل كروغ

### مايو
- 1 مايو – كارل مورتن إيفرسن
- 16 مايو – إنجيبورغ سورينسن
- 27 مايو – مورتن كروغ مبارز بالسيف نرويجي.

### يونيو
- 16 يونيو – بيورن سوندكويست ممثل نرويجي.
- 29 يونيو – هيلج كارلسن لاعب كرة قدم نرويجي.

### يوليو
- 13 يوليو – ألف هانسن مجدف نرويجي.

### سبتمبر
- 7 سبتمبر – اينار غوندرسن
- 18 سبتمبر – جير كارلسن لاعب كرة قدم نرويجي.
- 20 سبتمبر – تارجي هانسن لاعب بياثلون نرويجي.

### أكتوبر
- 31 أكتوبر – كنوت بوين

### ديسمبر
- 29 ديسمبر – أول إنغر ممثل نرويجي.

## وفيات

### يناير
- 31 يناير – لودفيغ لارسن (مواليد 1883) لاعب رماية نرويجي.

### مايو
- 29 مايو – ألف ياكوبسن (مواليد 1885) رُبّان نرويجي.

### يونيو
- 29 يونيو – ستين كونو (مواليد 1867)

### أغسطس
- 4 أغسطس – كريستوفر اولسن (مواليد 1883) رُبّان نرويجي.
- 16 أغسطس – باول بيدرسن (مواليد 1886) لاعب جمباز فني نرويجي.

### سبتمبر
- 1 سبتمبر – راغنفالد اولسن (مواليد 1897) مصارع هاوي نرويجي.

### أكتوبر
- 7 أكتوبر – جون هيورت (مواليد 1869)